# Michel Vermeulin
Michel Vermeulin, född 6 september 1934 i Montreuil-sous-Bois, är en fransk före detta tävlingscyklist.
Vermeulin blev olympisk guldmedaljör i laglinjeloppet vid sommarspelen 1956 i Melbourne.